# 連江県長
連江県長は、中国連江県の県長。ただし、同県は国共内戦の後、中華民国（台湾）省轄県の連江県と、中華人民共和国福建省福州市の連江県に分割されている。

## 中華民国

### 大陸時期

#### 連江県署
連江県知県：
- 第1任 楊起鏞（1911年9月19日 - 1912年1月3日）

#### 連江県公署
連江県知事：
- 第1任  陳復良（1912年1月3日 - 1912年12月）
- 第2任  趙錫栄（1913年1月 - 1913年7月）
- 第3任  高彤（1913年7月 - 1914年春）
- 第4任  鄭祖栄（1914年3月 - 1914年3月）
- 第5任  史鑑清（1914年3月 - 1914年5月）
- 第6任  蔡枢（1914年5月 - 1914年6月）
- 第7任  姚有則（1916年6月 - 1916年8月）
- 第8任  談国政（1916年8月 - 1916年11月）
- 第9任  曹剛（1916年11月 - 1920年7月）
- 第10任  張景良（1920年7月 - 1922年3月）
- 第11任  沈恒華（1922年3月 - 1922年10月17日）
  - 知事 陳天尺（1922年12月 - 1923年1月）
  - 知事 黄允燊（1923年）
  - 知事 楊潼（1923年）
  - 知事 張善和（1923年）
- 第12任  林心恪（1923年 - 1924年3月）
- 第13任  張利栄（1924年3月 - 1925年6月）
- 第14任  高時駕（1925年6月 - 1928年3月）
- 第15任  沈秉鍇（1928年3月 - 1929年7月）

#### 連江県政府
連江県県長：
- 第1任  林成献（1929年7月 - 1930年7月）
- 第2任  林緝鐸（1930年7月 - 1931年8月）
- 第3任  劉弼亮（1931年8月 - 1932年6月）
- 第4任  徐城維（1932年6月 - 1933年4月〕
- 第5任  康瀚（1933年4月 - 1933年10月）
- 第6任  張善和（1933年10月 - 1933年11月20日）
  - 県長 諶青（1933年11月20日 - 1934年1月中旬）
  - 代理県長 盧振琦（1934年1月中旬 - 1934年1月）
  - 代理県長 邵焯（1934年1月 - 1934年3月）
- 第7任  王笑峰（1934年3月- 1935年5月）
- 第8任  毛応章（1935年5月 - 1935年6月）
- 第9任  張国鍵（1935年6月 - 1938年2月）
- 第10任  莫潤薫（1938年2月 - 1938年11月）
- 第11任  陳蔭祖（1938年11月 - 1939年9月）
- 第12任  何震（1939年9月 - 1940年3月）
- 第13任  謝真（1940年3月 - 1941年4月）
- 第14任  兪鳴鶴（1941年4月 - 1941年4月）
- 第15任  陳拱北（1941年4月 - 1941年8月）
- 第16任  謝真（1941年8月 - 1943年8月）
- 第17任  黄鎮中（1943年8月 - 1943年8月）
- 第18任  呉暉（1943年8月 - 1945年1月）
- 第19任  黄光裕（1945年1月 - 1945年5月）
- 第20任  林震声（1945年5月 - 1946年5月）
- 第21任  李仕銓（1946年5月 - 1947年3月）
- 第22任  宋慶烈（1947年3月 - 1948年7月）
- 第23任  黄以燾（1948年7月 - 1949年5月）
- 第24任  陳明経（1949年5月 - 1949年7月22日）
- 第25任  林今生（1949年7月22日 - 1949年7月29日）

##### 日本占領期政権
連江県維持会会長：
- 第1任  章仕淦（1941年5月 - 1941年9月2日）

連江県県長：
- 第1任  黄善華（1944年9月28日 - 1945年5月22日）

#### 中共解放区政权
| 氏名   | 政党       | 任期                         |
| ------ | ---------- | ---------------------------- |
| 劉捷生 | 中国共産党 | 1949年8月13日 - 1949年9月6日 |
| 鄭得山 | 中国共産党 | 1949年9月6日 - 1951年6月28日 |

### 国府遷台時期

#### 官派県長
- 第26任  陳拱北（1953年8月17日 - 1958年7月12日）
- 第27任  王緒（1958年7月12日 - 1958年10月1日）
- 第28任  夏諭（1958年11月10日 - 1958年）
- 第29任  高痩影（1959年 - 1962年10月1日）
- 第30任  陳正福（1962年10月1日 - 1965年6月1日）
- 第31任  盧祖謙（1965年6月1日 - 1970年1月12日）
- 第32任  何良壂（1970年1月12日 - 1973年8月24日）
- 第33任  張佐鵬（1973年8月24日 - 1975年8月10日）
- 第34任  徐剣寰（1975年8月10日 - 1977年9月15日）
- 第35任  王恕民（1977年9月15日 - 1979年9月14日）
- 第36任  封恵南（1979年9月14日 - 1982年）
- 第37任  李麒麟（1982年 - 1984年）
- 第38任  頼宗煙（1985年 - 1987年
- 第39任  林徳政（1987年 - 1992年8月）
- 第40任  曹常順（1992年8月 - 1993年12月20日）

#### 民選県長
| 代数 | 代数 | 氏名   | 政党              | 任期                            |
| ---- | ---- | ------ | ----------------- | ------------------------------- |
| 40   | 1    | 曹常順 | 中国国民党        | 1993年12月20日—1997年12月20日   |
| 41   | 2    | 劉立群 | 中国国民党        | 1997年12月20日 - 2001年12月20日 |
| 42   | 3    | 陳雪生 | 親民党            | 2001年12月20日 - 2005年12月20日 |
| 42   | 4    | 陳雪生 | 親民党→中国国民党 | 2005年12月20日 - 2009年12月20日 |
| 43   | 5    | 楊綏生 | 中国国民党        | 2009年12月20日 - 2014年12月25日 |
| 44   | 6    | 劉増応 | 中国国民党        | 2014年12月25日 - 2018年12月25日 |
| 44   | 7    | 劉増応 | 中国国民党        | 2018年12月25日 - 2022年12月25日 |
| 45   | 8    | 王忠銘 | 中国国民党        | 2022年12月25日 - 現職           |

## 中華人民共和国

### 連江県人民政府県長（第一次）
| 代数 | 氏名   | 政党       | 任期                          |
| ---- | ------ | ---------- | ----------------------------- |
| 1    | 鄭得山 | 中国共産党 | 1949年9月6日 - 1951年6月28日  |
| 2    | 王明章 | 中国共産党 | 1951年6月28日 - 1954年8月27日 |
| 3    | 賈培芳 | 中国共産党 | 1954年8月27日 - 1955年5月     |
| 4    | 翁縄金 | 中国共産党 | 1955年5月 - 1955年12月        |

### 連江県人民委員会県长
| 代数 | 氏名   | 政党       | 任期                  |
| ---- | ------ | ---------- | --------------------- |
| 1    | 翁縄金 | 中国共産党 | 1955年5月 - 1958年9月 |
| 代理 | 尹正   | 中国共産党 | 1958年9月 - 1961年1月 |
| 2    | 尹正   | 中国共産党 | 1961年1月 - 1961年8月 |
| 3    | 張徳茂 | 中国共産党 | 1961年8月 - 1968年4月 |

### 連江県革命委員会主任
| 代数 | 氏名   | 政党       | 任期                   |
| ---- | ------ | ---------- | ---------------------- |
| 1    | 黄峰亭 | 中国共産党 | 1968年4月 - 1969年11月 |
| 2    | 李如達 | 中国共産党 | 1969年11月 - 1975年3月 |
| 3    | 羅全貴 | 中国共産党 | 1975年3月 - 1977年11月 |
| 4    | 呂居永 | 中国共産党 | 1977年11月 - 1980年1月 |
| 5    | 王貴   | 中国共産党 | 1980年1月 - 1980年11月 |

### 連江県人民政府県长（第二次）
| 代数 | 氏名   | 政党       | 任期                         |
| ---- | ------ | ---------- | ---------------------------- |
| 1    | 王貴   | 中国共産党 | 1980年11月 - 1984年1月10日   |
| 代理 | 林義杰 | 中国共産党 | 1984年1月10日 - 1984年6月    |
| 2    | 林義杰 | 中国共産党 | 1984年6月 - 1989年6月28日    |
| 代理 | 葉家松 | 中国共産党 | 1989年6月28日 - 1990年1月    |
| 3    | 葉家松 | 中国共産党 | 1990年1月 - 1992年12月       |
| 代理 | 林学忠 | 中国共産党 | 1992年12月 - 1993年1月       |
| 4    | 林学忠 | 中国共産党 | 1993年1月 - 1998年3月        |
| 代理 | 兪風雲 | 中国共産党 | 1998年3月 - 1998年9月        |
| 5    | 王玲   | 中国共産党 | 1998年9月 - 2002年1月        |
| 6    | 張天金 | 中国共産党 | 2002年1月 - 2005年4月        |
| 代理 | 黄忠勇 | 中国共産党 | 2005年4月 - 2006年7月        |
| 代理 | 呉賢徳 | 中国共産党 | 2006年7月 - 2007年1月15日    |
| 7    | 呉賢徳 | 中国共産党 | 2007年1月15日 - 2008年11月   |
| 8    | 林峰   | 中国共産党 | 2008年11月 - 2013年9月25日   |
| 代理 | 周応忠 | 中国共産党 | 2013年9月25日 - 2014年1月2日 |
| 9    | 周応忠 | 中国共産党 | 2014年1月2日 - 現任          |